# Battaglia del Canale d'Otranto (1917)
La battaglia del Canale d'Otranto è stato uno scontro bellico avvenuto tra il 14 e il 15 maggio 1917. Fu la più grande battaglia navale combattuta nell'Adriatico nel corso della prima guerra mondiale in conseguenza di un tentativo Austro-ungarico di forzare il blocco del Canale d'Otranto che impediva alla Marina Austro-Ungarica di uscire dall'Adriatico ed accedere al Mar Mediterraneo per minacciare le operazioni alleate e colpire il traffico navale tra Italia ed Albania.

## Antefatti
Il blocco si avvaleva di una flotta di navi da pesca a strascico armate con dei cannoni. Nel 1915 quando iniziò il blocco ne vennero impiegate contemporaneamente di pattuglia forse una ventina, equipaggiate con "reti rivelatrici d'acciaio" accoppiate, destinate a intrappolare i sottomarini o perlomeno ad avvisare della loro presenza i vascelli di superficie. Il blocco era rinforzato da campi minati e supportato da cacciatorpediniere e aerei.
Gli austroungarici organizzarono diverse operazioni notturne contro il blocco, cinque nel 1915, nove nel 1916 e dieci nel 1917.

## Battaglia

### L'attacco ai pescherecci
Nella notte tra il 14 e il 15 maggio 1917 una formazione navale austroungarica al comando del capitano di vascello (e futuro ammiraglio) Miklós Horthy e formata dai tre incrociatori della Classe Helgoland, SMS Novara, SMS Helgoland e SMS Saida supportati dai cacciatorpediniere della classe Tatra SMS Csepel, SMS Balaton e da tre sommergibili, fece un tentativo di forzare il blocco per consentire agli U-Boot il libero accesso al Mediterraneo.
Gli incrociatori austriaci erano stati camuffati per somigliare a dei grandi cacciatorpediniere britannici nel tentativo di distruggere il maggior numero possibile di navi da pesca prima dell'alba. I cacciatorpediniere Csepel e Balaton effettuarono un'azione diversiva al largo della costa albanese, al fine di confondere le forze avversarie. A sostenere a distanza questa forza, l'incrociatore corazzato SMS Sankt Georg, due cacciatorpediniere, e un certo numero di imbarcazioni, la vecchia corazzata Budapest e uno schermo di motosiluranti.
A pattugliare la zona a nord del blocco vi erano dei cacciatorpediniere dell'Intesa, con il capo flottiglia Mirabello accompagnato dai cacciatorpediniere francesi Commandant Rivière, Bisson, e Cimeterre.
Nella zona si trovava anche il Borea (cacciatorpediniere 1903), di scorta ad un convoglio diretto a Valona.
Il convoglio scortato dal Borea venne attaccato dai cacciatorpediniere Csepel e Balaton che affondarono il Borea e un trasporto carico di munizioni, mentre una seconda nave venne data alle fiamme e abbandonata.

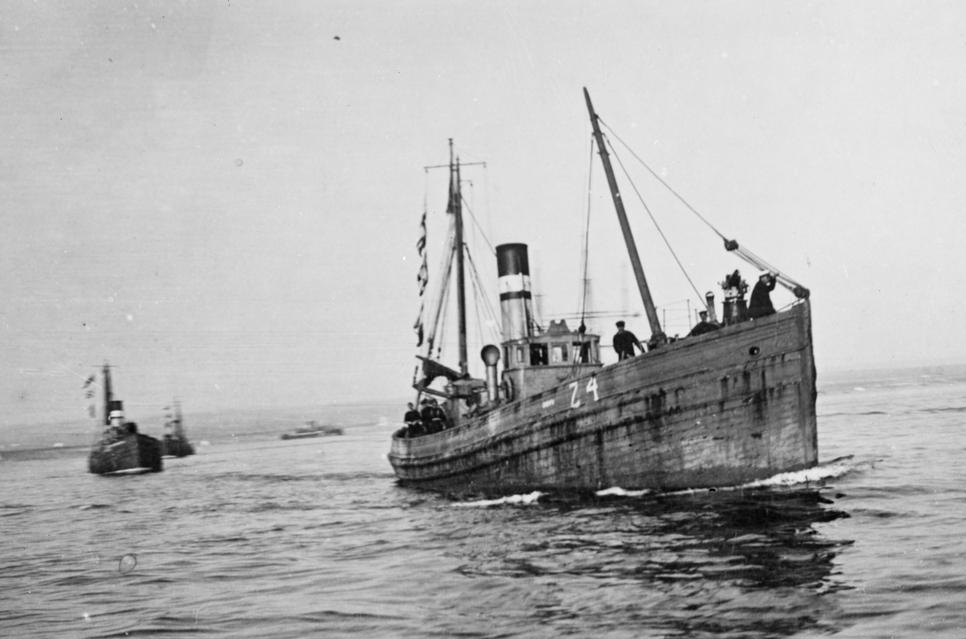
Pescherecci britannici diretti dalle loro basi nell'Adriatico verso il blocco.

Alle dieci del mattino del 14 maggio 1917, infatti, il Borea salpò da Gallipoli per scortare a Valona un convoglio formato dai piroscafi Bersagliere, Carroccio e Verità. Verso le 3.30 del giorno successivo, poco dopo un'accostata per 310° per fare rotta su Valona, da bordo dell'unità furono avvistati due cacciatorpediniere sconosciuti: si trattava degli austro-ungarici Csepel e Balaton, inviati ad attaccare convogli italiani come azione diversiva di un attacco contro lo sbarramento del canale d'Otranto da parte degli esploratori Saida, Helgoland e Novara; le due navi nemiche avevano avvistato il convoglio italiano già alle 3.06 – ora austriaca, differente da quella italiana – e stavano dirigendo per attaccarlo. Ridottesi le distanze a circa 1 000 metri, il Borea, ancora incerto sull'identità delle due navi, effettuò i segnali di riconoscimento, ma per tutta risposta lo Csepel iniziò a sparare: la nave italiana, a quel punto, manovrò per attaccare col siluro l'unità austriaca. Tuttavia il tiro della nave avversaria, ben centrato, fece dapprima scoppiare una condotta del vapore, immobilizzando il Borea, poi colpì il cacciatorpediniere italiano con due proiettili in corrispondenza della linea di galleggiamento: il Borea iniziò a sbandare. Nel frattempo il Balaton attaccò i mercantili del convoglio: Carroccio e Verità furono incendiati ed abbandonati dagli equipaggi (il primo affondò più tardi, mentre il secondo poté rientrare in porto), mentre il Bersagliere, lievemente danneggiato, riuscì a fuggire. Il Borea fu poi colpito ancora, a prua. Alle 3.45, conclusosi lo scontro, le due unità austriache si allontanarono, mentre il cacciatorpediniere italiano, ormai agonizzante, dovette essere abbandonato dall'equipaggio: irrimediabilmente danneggiato, il Borea andò a fondo alle 5.20 del 15 maggio.
Le perdite tra l'equipaggio della nave ammontarono ad 11 morti e 12 feriti.
I tre incrociatori austro-ungarici attaccarono il piccolo sbarramento di navi da pesca intimando ai loro equipaggi di abbandonare le loro navi prima di aprire il fuoco, ma in alcuni casi gli equipaggi dei pescherecci scelsero di combattere, come nel caso del peschereccio armato HMT Gowan Lee che, attaccato dal Novara, sebbene fosse stato pesantemente danneggiato, rimase a galla ed il suo comandante Joseph Watt successivamente venne decorato con la Victoria Cross per aver difeso la sua imbarcazione e per le sue azioni durante la battaglia.
Nella zona del blocco quella notte erano presenti 47 pescherecci che disponevano di piccoli cannoni da 57 mm e gli austriaci ne affondarono 14, mentre altri 4 vennero pesantemente danneggiati, con la cattura di 72 prigionieri e la morte di 9 marinai. L'insufficienza delle unità di scorta costrinse al ritiro le restanti navi.

### Il contrattacco dell'Intesa
Anche se non arriva nessun segnale radiotelegrafico, l'allarme viene dato dalle vedette, che segnalano i bagliori in mare degli incendi ed il rombo delle artiglierie.
Dopo l'affondamento dei primi tre pescherecci, le forze navali dell'Intesa venute a conoscenza del tentativo di forzare il blocco, salparono da Brindisi. La forza navale al cui comando c'era il contrammiraglio italiano Alfredo Acton, comandante della Divisione Esploratori, era composta dall'esploratore italiano Marsala, dagli incrociatori britannici Dartmouth e Bristol classe Town e cacciatorpediniere italiani e francesi. Al gruppo del Mirabello venne ordinato di portarsi nella zona meridionale del blocco, mentre gli incrociatori britannici con i cacciatorpediniere italiani Mosto, Pilo, Schiaffino, Acerbi, e l'esploratore leggero Aquila fecero rotta verso nord nel tentativo di tagliare la ritirata agli incrociatori austro-ungarici, appoggiati a sua volta dall'esploratore Marsala e da una flottiglia di cacciatorpediniere guidati dal Racchia composta da Insidioso, Indomito ed Impavido.
Il gruppo del Mirabello impegnò gli incrociatori austroungarici circa alle ore 07:00 del mattino, ma venne pesantemente cannoneggiato. 
Alle 4.50 del 15 maggio, in seguito a notizie di tali attacchi, il Mosto fu fatto partire insieme al cacciatorpediniere Acerbi ed all'incrociatore leggero inglese Bristol, facendo rotta per nordest onde intercettare la formazione navale nemica. Intorno alle 8.10, in un primo scontro, l'esploratore Aquila (una delle numerose altre unità fatte partire dopo Bristol, Mosto ed Acerbi) fu immobilizzato; verso le 9.05, dato che i tre esploratori austro-ungarici Saida, Helgoland e Novara dirigevano verso il danneggiato Aquila, l'incrociatore britannico Dartmouth, il Bristol, il Mosto e l’Acerbi si posero tra la nave immobilizzata e quelle avversarie, aprendo il fuoco alle 9.30, da 8500 metri. Le tre navi austriache ripiegarono verso nordovest e la formazione anglo-italiana si pose al suo inseguimento, a distanze comprese tra 4500 e 10 000 metri, continuando a sparare; nello scontro rimasero danneggiate tutte le navi maggiori, ma la formazione di cui facevano parte il Mosto, il Pilo e Schiaffino dovette interrompere l'azione ed allontanarsi alle 12.05, dato che, giunti nei pressi della base austroungarica di Cattaro, ne erano usciti in rinforzo agli esploratori nemici anche l'incrociatore corazzato Sankt Georg ed i cacciatorpediniere SMS Tátra e SMS Warasdiner.
Alle 07:45 il gruppo di Acton incontrò i cacciatorpediniere Csepel e Balaton e dopo 20 minuti, i cacciatorpediniere italiani si portarono ad una distanza di tiro utile dalle navi austriache e tra i due gruppi vi fu un duello di artiglieria a breve distanza dove l'Aquila venne colpito da un proiettile del Csepel subendo un danno alle caldaie.
Alle ore 09:00, dal Bristol venne notato il fumo degli incrociatori austriaci a sud della sua posizione. Gli inglesi avevano una superiorità sia per il numero di navi sia per la maggior potenza di fuoco, infatti il Dartmouth era armato con otto cannoni da 6 pollici e il Bristol con due cannoni da 6 pollici e dieci cannoni da 4 pollici a cui gli austriaci potevano contrapporre nove cannoni da 4 pollici. I cacciatorpediniere degli alleati però erano occupati, o con problemi meccanici, e perciò potevano offrire una scarsa protezione. A sostegno delle parti in campo intervenne il gruppo del Sankt Georg per gli austro-ungarici e il gruppo del Marsala per l'Intesa.
I britannici danneggiarono il Saida e misero fuori combattimento il Novara, ferendo gravemente il comandante Horthy. Gli incrociatori britannici si disimpegnarono dal combattimento quando un ufficiale italiano segnalò l'uscita di pesanti forze austro-ungariche da Cattaro al comando del contrammiraglio Alexander Hansa mentre il Saida trainò il Novara in porto. Il Darthmouth venne danneggiato da un sottomarino e tornò a Brindisi. La notte prima lo stesso sottomarino aveva deposto un campo minato allo sbocco del porto di Brindisi e il cacciatorpediniere francese Boutefeu urtò una mina mentre usciva del porto per inseguire il sottomarino ed esplose affondando con tutto l'equipaggio.

## Conseguenze
Dopo questo attacco gli alleati tra il 1917 e il 1918, con i rinforzi delle marine australiana e statunitense portarono la forza di blocco a 35 cacciatorpediniere, 52 pescherecci e più di un centinaio di altri vascelli e nel 1918 venne completato uno sbarramento fisico con reti e boe dell'intero canale.